# Rudolf Martin
Rudolf Martin est un acteur allemand né le 31 juillet 1967 à Berlin-Ouest en Allemagne.

## Biographie
Né et élevé en Allemagne, il déménagea à Paris puis en Italie, et enfin aux États-Unis peu de temps après sa remise de diplôme du lycée de l'Université de Paris. Il parle couramment anglais, français, allemand et italien.

## Rôle
En étudiant à l'Institut de Théâtre de Lee Strasberg, il a posé son premier rôle professionnel dans Susan Seidelman le court métrage : The Dutch Master, qui a été nommé à un Oscar 1994. Il a continué à apparaître à Broadway dans Le Meurtre Déguisé, Le Serveur Muet et La Première page.
Rudolf Martin a joué avec Sarah Michelle Gellar dans La Force du destin. Plus tard, il sera un invité dans la série de Sarah, Buffy, où il a joué Dracula. Il a parallèlement repris ce rôle dans un téléfilm de la vie du célèbre vampire.
Plus tard, il joua le terroriste israélien aux allures britanniques Ari Haswari dans NCIS : Enquêtes spéciales, où il a une relation compliquée avec Caitlin Todd et est finalement tué par sa demi-sœur Ziva David au début de la troisième saison.
En 2011, on peut le voir dans les vidéos d'interlude de la tournée Femme Fatale Tour de Britney Spears.

## Filmographie

### Cinéma
- 1994 : The Dutch Master : Homme hollandais avec la pipe
- 1995 : Café Babel : Lover (lui)
- 1995 : Run for Cover : M.. Spengel
- 1996 : Tales of Erotica (segment The Dutch Master) :
- 1997 : Fall : Philippe
- 1998 : High Art : Dieter
- 1999 : Watershed : Richard Petrovic
- 1999 : When : Alain
- 2000 : Punks : Gilbert
- 2000 : Endiablé (Bedazzled) : Raoul
- 2001 : Opération Espadon (Swordfish) : Axel Torvalds
- 2002 : The Scoundrel's Wife : Neg Picou
- 2004 : Soundless - Sans un bruit (Lautlos) : Le jeune policier
- 2004 : Bloodlines : Martin
- 2005 : Firedog : Rutger (voix)
- 2005 : River's End : Alejandro
- 2005 : Hoboken Hollow : Howie Beale
- 2007 : Last Exit : Stokey
- 2007 : Hyenas : Sheriff Manfred
- 2007 : Two Nights : Frank
- 2007 : Sunrise : Mike
- 2008 : The Hitchhiking Game : Husband
- 2008 : Pig : Man
- 2008 : Heisse Spur - Cry no more : True Gallagher
- 2009 : Raven : Lazar

### Télévision
- 1994 : La Force du destin (All My Children) (feuilleton TV) : Anton Lang
- 1999 : Sliders : Les Mondes parallèles  (Sliders) (série TV) :
- 2000 : Buffy contre les vampires (Buffy the Vampire Slayer) (série TV) : Dracula
- 2000 : Dark Prince: The True Story of Dracula (TV) : Vlad Dracula the Impaler
- 2001 : TV business  (Beggars and  Choosers) (série TV) : Nicky  Krasnakov
- 2002 : 24 heures chrono (24) (série TV) : Martin Belkin/Jonathan
- 2002 : Star Trek : Enterprise  (Enterprise) (série TV) : Ravis
- 2003 : Amy (Judging Amy) (série TV) : Cell Phone Imbecile
- 2003 : Les Experts (CSI: Crime Scene Investigation) (série TV) : Cameron Klinefeld
- 2004 : Les Experts : Miami  (CSI: Miami) (série TV) : Rudolph Koehler (Rudy)
- 2005 : Preuve à l'appui (Crossing Jordan) (série TV) : Albie Samson
- 2005 : NCIS : Enquêtes spéciales (Navy NCIS: Naval Criminal Investigative  Service) (série TV) : Ari Haswari
- 2006 : Dexter (série TV) : Carlos Guerrero
- 2006 : Stargate SG-1 (série TV) : Anateo
- 2007 : Paparazzo (TV) : Raoul
- 2007 : Moonlight (série TV) : Prof. Christian Ellis
- 2008 : Mad Men (série TV) : Christian
- 2010 : À la poursuite de la lance sacrée (Die Jagd nach der Heiligen Lanze) : Erlanger
- 2011 : Nikita - 1 ép. (série TV) : Gustav
- 2011 : Borgia (série TV) : Francheschetto Cibo
- 2011 : Mentalist (série télévisée) : Brock Marx